# Wodantalquelle
Koordinaten: 51° 21′ 59,8″ N, 7° 11′ 28″ O
Die Wodantalquelle ist eine mit Mauerwerk umfasste Quelle im Wodantal an der Elfringhauser Straße in Hattingen. Das Wasser fließt von der Brunnenstube einige Meter weiter in den Heierbergsbach. Das Wasser hat Trinkwasserqualität. Oftmals füllen hier Besucher der Quelle Wasserflaschen auf. Die Quelle befindet sich auf einem Privatgrundstück. Möglicherweise handelt es sich um eine Stollenentwässerung. Die Quelle liegt am Wanderweg Obersprockhövel.